# Пятнистобрюхая литория
Пятнистобрюхая литория (лат. Litoria albolabris) — вид земноводных из семейства квакш. Распространён в Папуа — Новой Гвинее; известен только из окрестностей города Аитапе. Экология и места обитания вида не известны, но, возможно, квакши данного вида населяют дождливые леса или, возможно, луга. Нет информации о размножении.